# Thelonne
Thelonne é uma comuna francesa na região administrativa de Grande Leste, no departamento das Ardenas. Estende-se por uma área de 3,84 km². Em 2010 a comuna tinha 412 habitantes (densidade: 107,3 hab./km²).